# Dutözü, Kazan
Dutözü là một xã thuộc huyện Kazan, tỉnh Ankara, Thổ Nhĩ Kỳ. Dân số thời điểm năm 2011 là 53 người.